# Ecseny
Ecseny è un comune dell'Ungheria di 283 abitanti (dati 2001) situata nella contea di Somogy, nell'Ungheria centro-occidentale.